# Андельсбух
Андельсбух (нем. Andelsbuch) — коммуна (нем. Gemeinde) в Австрии, в федеральной земле Форарльберг.
Входит в состав округа Брегенц. Площадь общины составляет 19,56 км², население — 2611 человек (1 января 2021), плотность населения — 135 чел./км². Официальный код — 80202.

## Население
| Год  | Численность |
| ---- | ----------- |
| 1869 | 1331        |
| 1889 | 1149        |
| 1890 | 1129        |
| 1900 | 1234        |
| 1910 | 1257        |
| 1923 | 1170        |
| 1934 | 1164        |
| 1939 | 1267        |
| 1951 | 1380        |
| 1961 | 1467        |
| 1971 | 1685        |
| 1981 | 1904        |
| 1991 | 2103        |
| 2001 | 2287        |
| 2011 | 2344        |
| 2021 | 2611        |

## Политическая ситуация
Бургомистр коммуны — Антон Вирт (местный блок) (по результатам выборов 2005 года). Совет представителей коммуны (нем. Gemeinderat) состоит из 21 места.
- Местный список занимает 21 место.